# Stadion Františka Kloze
Stadion Františka Kloze – stadion piłkarski w Kladnie, w Czechach. Został otwarty 22 października 1914 roku. Może pomieścić 4000 widzów. Swoje spotkania rozgrywają na nim piłkarze klubu SK Kladno.
Obiekt został zainaugurowany 22 października 1914 roku. Od 1951 roku boisko posiada trawiastą nawierzchnię. W 1969 roku stadionowi nadano imię byłego piłkarza SK Kladno, Františka Kloze. Od 1975 roku obiekt wyposażony jest w sztuczne oświetlenie.